# Sven Körner
Sven Körner (* 4. Juni 1992) ist ein ehemaliger Schweizer Unihockeyspieler auf der Position des Goalies. Körner stand zuletzt beim Nationalliga A-Verein UHC Thun unter Vertrag.

## Karriere

### Verein

#### Floorball Köniz
Körner durchlief die Juniorenabteilung von Floorball Köniz (FBK). Zur Saison 2013/14 wurde er in das Kader der ersten Mannschaft integriert, nachdem der bisherige Torhüter Samuel Thut zu Lindås IBK abgewandert war. Zuvor spielte er in der U21 der Könizer. Im Sommertraining konnte er sich gegenüber Simon Dillier durchsetzen und wurde hinter Patrick Eder zum zweiten Torhüter.
Nach der Rückkehr Thuts zu FBK bildeten Thut und Körner das Goalieduo für die Saison 2014/15. Körners Vertrag wurde um ein Jahr verlängert. Ein Jahr später bestätigte der Verein das Duo erneut für ein Jahr. In dieser Saison konnte er mit Floorball Köniz in der Sporthalle Wankdorf den Schweizer Cup gewinnen. Ebenfalls gelang Köniz dank starken Leistungen von Körner der Vizemeistertitel. Im Final musste sich Köniz dem Grasshopper Club Zürich geschlagen geben.
Am 11. Januar 2017 gab Floorball Köniz bekannt, dass der Vertrag mit dem Torhüter nicht verlängert und der U21-Torhüter Lukas Genhart auf die Saison 2017/18 in die erste Mannschaft befördert werde.

#### UHC Thun
Rund einen Monat später gab der Kantonsrivale UHC Thun die Verpflichtung von Körner bekannt. Er wechselte somit auf die Saison 2017/18 an den Thunersee. 2021 trat er vom Leistungssport zurück.

### Nationalmannschaft
Körner wurde 2009 in das Kader der U19-Unihockeynationalmannschaft berufen. Er absolvierte mit der Schweiz die Euro Floorball Tour 2009 und wurde in zwei Partien eingesetzt. Die Schweiz schloss das Turnier auf dem dritten Schlussrang ab. 2010 und 2011 nahm er an internationalen Turnieren teil und wurde 13 Mal eingesetzt. 2011 durfte er mit der Schweiz an der U19-Weltmeisterschaft in Weissenfels, Deutschland, teilnehmen. Dabei wurde er in fünf Partien eingesetzt und erreichte eine Fangquote von rund 90 Prozent. Mit der Schweiz erreichte er den dritten Rang.